# Brunswik (Kilonia)
Brunswik, Kiel-Brunswik – dzielnica miasta Kilonia w Niemczech, w kraju związkowym Szlezwik-Holsztyn.